# Amandine Chazot
Pour les articles homonymes, voir Chazot (homonymie).
Amandine Chazot, née le 22 juillet 1991 à Tarare et morte le 27 novembre 2024 à Quimper, est une radiologue et pratiquante de stand up paddle française. Elle participe au Championnat du monde ISA de SUP et de Paddleboard, et aux Championnats du monde de Stand Up Paddling ICF. Elle est aussi porteuse de la flamme olympique en 2024.

## Début de vie
Amandine Chazot est originaire de Bretagne. Elle et son mari ont eu un fils.

## Carrière
Elle a étudié la médecine, elle est radiologue à l'hôpital de Cornouaille à Quimper.
Elle est deux fois vice-championne du monde de stand-up paddle. Elle a atteint ces objectifs lors des championnats du monde de l'Association internationale de surf (ISA) au Danemark en 2017 et au Salvador en 2019. Elle est six fois championne en France.
Le paddleboard n'est pas considéré comme un sport populaire en France, mais Amandine Chazot l’a popularisé sur les côtes du Finistère.
En juin 2024, elle a porté la flamme olympique lors de son passage avant les Jeux olympiques d'été de 2024.

## Mort
Amandine Chazot meurt d'un cancer le 27 novembre 2024, à l'âge de 33 ans . Elle a lutté contre ce cancer pendant de nombreuses années. Elle suivait un traitement pour un cancer avancé depuis 2021.

## Palmarès
- Six fois championne de France de paddleboard
- 2017 : Vice champion du monde ISA de Stand-Up Paddle au Danemark
- 2019 : Vice champion du monde ISA de Stand-Up Paddle au Salvador